# Evarra eigenmanni
Evarra eigenmanni är en fiskart som beskrevs av Woolman, 1894. Evarra eigenmanni ingår i släktet Evarra och familjen karpfiskar. IUCN kategoriserar arten globalt som utdöd. Inga underarter finns listade i Catalogue of Life.